# Виниці
Виниці (словен. Vinice) — поселення в общині Содражиця, регіон Південно-Східна Словенія, Словенія.